# Rosita Herreros
Rosa María Herreros Osorio, detta Rosita (Palma di Maiorca, 18 novembre 1992), è una calciatrice spagnola, centrocampista dell'Umeå IK.

## Carriera

### Club
Dopo aver indossato la maglia del Penya Arrabal per la stagione 2007-2008, Rosa María Herreros Osorio (o Ossorio), meglio nota come Rosita, si trasferisce al Collerense dove al sup primo campionato con la maglia della società di Palma di Maiorca conquista la promozione in Primera División, massimo livello del campionato spagnolo femminile di calcio. Rimane legata alla società fino al termine della stagione 2013-2014, ottenendo come migliore risultato il decimo posto in campionato, raggiunto nella stagione 2013-2014, e gli ottavi di finale delle edizioni 2010 e 2011 della Copa de la Reina, la Coppa di lega femminile della Spagna.
Nella primavera 2014, grazie alla concessione di una borsa di studio Erasmus, intraprende il suo primo campionato all'estero, trasferendosi al Kokkola Futis 10 per disputare la Naisten Liiga, l'allora denominazione del livello di vertice del campionato finlandese. Il 13 aprile di quell'anno, al debutto in Naisten Liiga 2014, segna la sua prima rete in campionato nell'incontro vinto per 3-2 sulle avversarie del Pallokissat Kuopio. Herreros rimane con il Kokkola Futis 10 fino al termine della stagione, collezionando 22 presenze e siglando 4 reti.
Durante il successivo calciomercato invernale coglie l'occasione per una nuova avventura estera, sottoscrivendo un accordo con il Cuneo per giocare in Serie A, massimo livello del campionato italiano. Veste la maglia della società piemontese fino al termine della stagione 2014-2015, conclusa al decimo posto a 24 punti, frutto di 8 vittorie, 18 sconfitte e nessun pareggio, e che per la formula del campionato che avrebbe previsto i play-out per la formazione piemontese, tuttavia per il distacco superiore ai nove punti sulla prevista avversaria, la Res Roma classificatasi settima, il Cuneo è costretto alla retrocessione. Rosita, che in campionato ha totalizzato 12 presenze, sigla anche due marcature, una doppietta nell'incontro del 21 febbraio 2015 vinto 3-1 sulle avversarie dell'Orobica.
Terminati gli obblighi contrattuali, Herreros torna in Finlandia, accasandosi al Merilappi United per la stagione entrante, continuando a rimanere nel paese scandinavo anche per le stagioni 2016, trasferendosi nuovamente al Kokkola Futis 10 prima di passare alle rivali del GBK a metà stagione, festeggiando la promozione dalla Naisten Ykkösen (secondo livello), rimanendovi anche per il campionato 2017, e trasferendosi nel 2018 all'Åland United.
Con quest'ultima rimane tre stagioni, marcando 63 presenze in campionato e realizzando 8 reti, festeggiando nel 2020 la conquista del suo primo importante trofeo in carriera, la coppa di Finlandia.
Per la stagione 2021 decide di trasferirsi nuovamente per la sua terza esperienza all'estero, sottoscrivendo un contratto con l'Umeå IK, blasonata squadra svedese appena retrocessa in Elitettan.

## Palmarès

### Club
- Campionato spagnolo di seconda divisione: 1

Collerense: 2008-2009
- Campionato finlandese femminile di seconda divisione: 1

GBK: 2016
- Coppa di Finlandia: 1

Åland United: 2020